# Мусаева, Сармая Муса кызы
Сармая Муса кызы Мусаева (азерб. Sərmayə Musa qızı Musayeva; род. 1960, Масаллинский район, Азербайджанская ССР) — советский азербайджанский овощевод и педагог, лауреат премии Ленинского комсомола (1983).

## Биография
Родилась в 1960 году в селе Агакишибейли Масаллинского района Азербайджанской ССР.
В 1977 году окончила среднюю школу, в 1977—1983 годах — овощевод, звеньевая овощеводов совхоза имени Сабира Масаллинского района республики.
Добилась высоких результатов при выполнении плана по продаже сельскохозяйственной продукции одиннадцатой пятилетки (1981—1985). Проявила себя на работе как передовой овощевод, достигла успехов в своем деле, ряд рационализаторских предложений Мусаевой позже получили применение и в других хозяйствах района. В 1982 году бригада, в которой работала Мусаева, продала государству 1000 тонн овощей, из них 600 тонн приходились на звено, возглавляемое Сармаей Мусаевой. В 1982 году Мусаева сама лично сдала 70 тонн овощей вместо плановых 17 тонн, довела урожайность на обрабатываемом участке до 245 центнеров на гектар. За успехи при участи в социалистическом соревновании второго года одиннадцатой пятилетки Мусаевой была присвоена премия Ленинского комсомола.
В 1983—1988 годах — студентка Азербайджанского государственного университета имени С. М. Кирова, с 1988 года — учитель истории Шарафинской средней школы Масаллинского района.
Активно участвовала в общественно-политической жизни предприятия, района и республики, состояла в ВЛКСМ, в годы работы в совхозе занимала пост секретаря первичной комсомольской организации в бригаде, избиралась членом бюро Масаллинского районного комитета комсомола. В 1980 году была избрана депутатом Верховного Совета Азербайджанской ССР 10-го созыва от Шарафинского избирательного округа № 327.
Проживает в селе Шарафа Масаллинского района Азербайджана.